# Avantasia
Avantasia je simfonijski power metal projekt koji je osmislio Tobias Sammet, pjevač i frontmen njemačkog power metal sastava Edguy. Ime skupine nastalo je kao spoj riječi "avalon" i "fantasia" i opisuje "svijet izvan čovjekova poimanja" (citat s omotnice). Sastav je do danas objavio ukupno sedam studijskih albuma, tri EP-a te jedan koncertni album.

## Nastanak
U ljeto 1999. godine, tijekom Edguyeve turneje za album Theater of Salvation, Tobias Sammet počeo je zapisivati svoje ideje za metal operu, konceptualni album s mnogo gostujućih glazbenika. Kada je turneja bila završena, odlučio je ostavariti svoje planove, angažirajući poznate metal glazbenike kao što su Kai Hansen i bivši pjevač Helloweena Michael Kiske. Prvi album sastava snimila su četiri osnovna člana - Sammet na klavijaturama, Henjo Richter na gitari, Markus Grosskopf na bas-gitari te Alex Holzwarth na bubnjevima. Godine 2001. objavljeni su singl Avantasia te prvi studijski album The Metal Opera. Projekt je završio u rujnu 2002. objavom albuma The Metal Opera Part II. Krajem 2006. godine Sammet je potvrdio glasine o mogućoj objavi trećeg albuma skupine. Dana 24. ožujka 2007. potvrđeno je da će ime albuma biti The Scarecrow. Album je objavljen 25. siječnja 2008. te na njemu gostuju Rudolf Schenker, Sascha Paeth, Eric Singer i pjevači Bob Catley, Jørn Lande, Michael Kiske, Alice Cooper, Roy Khan te Oliver Hartmann.

## Glazba
Projekt je opisan kao "metal opera" zato što sadrži opširnu fabulu u pjesmama te svaki pjevač ima svoju ulogu, iako to nije opera po klasičnoj definiciji.
Sa stilske točke gledišta, veći dio pjesama su melodični power metal pomiješan s mnogim orkestralnim prijelazima te zborskim dijelovima, omogućujući Avantasiji prepoznatljivost kao simfonični power metal sastav. Po jedna pjesma u svakom djelu, "Inside" i "In Quest For", praćene su isključivo klavirom. Na prvom djelu nalaze se također tri kratke instrumentalne pjesme.
Najsloženija kompozicija je prva pjesma drugog djela, "The Seven Angels", u kojoj sudjeluje sedam od jedanaest pjevača. Pjesma traje preko 14 minuta i predstavlja važan dio u fabuli jer služi kao sumiranje prvog djela.

## Religija uAvantasiji
Kršćanstvo i Rimokatolička Crkva igraju značajnu ulogu u fabuli. Svećenici, kao što je papa Klement VIII., kritizirani su zbog stava da samo oni vladaju istinom i da oni mogu držati obične ljude u neznanju radi njih samih, ne shvaćajući da su svećenici također previše zaslijepljeni da bi spoznali istinu. Ovakve kritike se javljaju veoma često u Sammetovim djelima: mnoge pjesme Edguya sadrže teme, fabule i dijaloge vrlo slične onima iz Avantasije.

## Članovi
Popis glazbenika koji su surađivali na projektu Avantasia, od osnivanja projekta 1999. pa do danas:

### Pjevači
| Pjevač            | Sastav                            | Avantasia  | The Metal Opera | The Metal Opera Part II | Lost in Space Part I | Lost in Space Part II | The Scarecrow | The Wicked Symphony | Angel of Babylon |
| ----------------- | --------------------------------- | ---------- | --------------- | ----------------------- | -------------------- | --------------------- | ------------- | ------------------- | ---------------- |
| Tobias Sammet     | Edguy                             | sve pjesme | sve pjesme      | sve pjesme              | sve pjesme           | sve pjesme            | sve pjesme    |                     |                  |
| Michael Kiske     | Helloween                         | 2          | 2, 5, 6, 9, 13  | 1, 2                    |                      | 2                     | 2, 3, 5       |                     |                  |
| David DeFeis      | Virgin Steele                     | 3          | 3, 13           | 1, 5                    |                      |                       |               |                     |                  |
| Ralf Zdiarstek    |                                   |            | 4, 7            | 9                       |                      |                       |               |                     |                  |
| Sharon den Adel   | Within Temptation                 |            | 6               | 10                      |                      |                       |               |                     |                  |
| Rob Rock          | Impellitteri                      |            | 7               | 1, 6                    |                      |                       |               |                     |                  |
| Oliver Hartmann   | At Vance                          |            | 7, 12, 13       | 1                       |                      |                       | 10            |                     |                  |
| André Matos       | Shaaman, Angra, Viper             |            | 11, 12, 13      | 1, 2, 8                 |                      |                       |               |                     |                  |
| Kai Hansen        | Gamma Ray, Helloween              |            | 11, 12          | 1, 8                    |                      |                       |               |                     |                  |
| Timo Tolkki       | Stratovarius                      |            | 13              | 1                       |                      |                       |               |                     |                  |
| Bob Catley        | Magnum                            |            |                 | 3, 4                    | 4                    |                       | 3, 9          |                     |                  |
| Jørn Lande        | Masterplan, ARK                   |            |                 |                         | 3                    | 2                     | 2, 6, 8       |                     |                  |
| Amanda Somerville | Aina                              |            |                 |                         | 1, 4                 | 1, 6                  | 5, 11         |                     |                  |
| Roy Khan          | Kamelot                           |            |                 |                         |                      |                       | 1             |                     |                  |
| Alice Cooper      |                                   |            |                 |                         |                      |                       | 7             |                     |                  |
| Eric Singer       | Kiss, Black Sabbath, Alice Cooper |            |                 |                         | 6                    |                       |               |                     |                  |
| Klaus Meine       | Scorpions                         |            |                 |                         |                      |                       |               | 1                   |                  |
| Jon Oliva         | Savatage                          |            |                 |                         |                      |                       |               |                     | 1                |

### Glazbenici
| Tobias Sammet            | Edguy                             | Klavijature (sve) | Klavijature (sve)    | Klavijature (sve) Bas (10) | Bas (sve)         | Bas (sve)             | Bas (sve)                          |
| Henjo Richter            | Gamma Ray                         | Gitara (sve)      | Gitara (sve)         | Gitara (sve)               | Solo gitara (3)   | Solo gitara (2, 3, 4) | Solo gitara (2, 3, 6, 7, 8)        |
| Markus Grosskopf         | Helloween                         | Bas (sve)         | Bas (sve)            | Bas (sve)                  |                   |                       |                                    |
| Alex Holzwarth           | Rhapsody of Fire, Angra           | Bubnjevi (sve)    | Bubnjevi (sve)       | Bubnjevi (sve)             |                   |                       |                                    |
| Jens Ludwig              | Edguy                             |                   | Solo gitara (12, 13) | Solo gitara (5, 9)         |                   |                       |                                    |
| Norman Meiritz           |                                   |                   | Akustička gitara (6) | Ritam gitara (10)          |                   |                       |                                    |
| Frank Tischer            |                                   |                   | Klavir (11)          | Klavir (1, 4, 7)           |                   |                       |                                    |
| Timo Tolkki              | Stratovarius                      |                   |                      | Solo gitara (1, 10)        |                   |                       |                                    |
| Sascha Paeth             | Aina, Heaven's Gate               |                   |                      |                            | Gitara (sve)      | Gitara (sve)          | Gitara (sve)                       |
| Eric Singer              | Kiss, Black Sabbath, Alice Cooper |                   |                      | Bubnjevi (10)              | Bubnjevi (sve)    | Bubnjevi (sve)        | Bubnjevi (sve)                     |
| Michael "Miro" Rodenberg | Aina, Kamelot                     |                   |                      |                            | Klavijature (sve) | Klavijature (sve)     | Klavijature (1, 2, 4, 5, 6, 9, 11) |
| Kai Hansen               | Gamma Ray, Helloween              |                   |                      |                            |                   |                       | Solo gitara (3)                    |
| Rudolph Schenker         | Scorpions                         |                   |                      |                            |                   |                       | Solo gitara (10)                   |

## Diskografija
Studijski albumi
- The Metal Opera (2001.)
- The Metal Opera Pt. II (2002.)
- The Scarecrow  (2008.)
- The Wicked Symphony (2010.)
- Angel of Babylon (2010.)
- The Mystery of Time (2013.)
- Ghostlights (2016.)
- Moonglow (2019.)

EP-ovi
- Avantasia (2000.)
- Lost in Space (Part 1) (2007.)
- Lost in Space (Part 2) (2007.)

Koncertni albumi
- The Flying Opera - Around the World in 20 Days - Live (2011.)

## Vanjske poveznice
- Službene stranice Tobiasa Sammeta  Arhivirana inačica izvorne stranice od 25. listopada 2009. (Wayback Machine)